# Spirama inconspicua
Spirama inconspicua är en fjärilsart som beskrevs av Herrich-Schäffer 1850. Spirama inconspicua ingår i släktet Spirama och familjen nattflyn. Inga underarter finns listade i Catalogue of Life.